# Bifertenstock
Le Bifertenstock, ou piz Durschin, est un sommet du massif des Alpes glaronaises à 3 419 m d'altitude, dans les cantons de Glaris et des Grisons en Suisse.

## Alpinisme
- 1913 - Premier parcours de l'arête ouest par George Ingle Finch et T.G.B. Forster